# Leroy Cooper
Leroy Cooper (ur. 1929 – zm. 26 stycznia 2009 w Orlando na Florydzie) – amerykański muzyk, saksofonista.
Współpracował m.in. z Joe Cockerem i Rayem Charlsem, z tym ostatnim nagrał m.in. In the Heat of the Night oraz America, The Beautiful.